# 李泰蘭
李泰蘭（韓語：이태란，1975年3月25日—），韓國女演員。1997年獲得SBS頂尖藝員大會大賞而出道，後以演出《順風婦產科》逐漸成名。

## 演出作品

### 電視劇

#### 韓國
- 1997年：SBS《兄弟之江（朝鲜语：형제의 강）》飾演 工廠女職工
- 1997年：SBS《女人（朝鲜语：여자 (드라마)）》
- 1997年：SBS《美麗的她（朝鲜语：아름다운 그녀）》
- 1997年：SBS《OK牧場（朝鲜语：OK목장）》飾演
- 1997年：SBS《超越地平線（朝鲜语：지평선 너머）》飾演 趙秀熙
- 1997年：SBS《硬漢（朝鲜语：단단한 놈 (드라마)）》飾演
- 1998年：SBS《愛你愛你（朝鲜语：사랑해 사랑해）》
- 1998年：SBS《我心蕩漾（朝鲜语：내 마음을 뺏어봐）》飾演 殷熙秀
- 1998年：SBS《愛上Mr. Q（朝鲜语：미스터Q）》
- 1998年：SBS《7人的新娘（朝鲜语：7인의 신부）》飾演 柳蘭熙
- 1998年：SBS《羅曼史（朝鲜语：로맨스 (1998년 드라마)）》
- 1998年：SBS《愛也好恨也好（朝鲜语：미우나 고우나 (1998년 드라마)）》
- 1999年：SBS《現在戀愛的時候（朝鲜语：지금은 사랑할 때 (1999년 드라마)）》飾演 張慧芝
- 1999年：SBS《KAIST》
- 1999年：SBS《順風婦產科》飾演 吳泰蘭
- 1999年：MBC《Best劇場（朝鲜语：MBC 베스트극장）－布穀鳥爸爸》
- 1999年：MBC《再見我的愛（朝鲜语：안녕 내 사랑）》飾演 崔熙靜
- 1999年：MBC《幸福每一天（朝鲜语：날마다 행복해）》飾演 具柔靜
- 2000年：MBC《不是誰都能愛（朝鲜语：사랑은 아무나 하나 (2000년 드라마)）》飾演 徐喜茱
- 2001年：MBC《洪國榮（朝鲜语：홍국영 (드라마)）》飾演 徐氏
- 2001年：MBC《該如何是好（朝鲜语：어쩌면 좋아）》飾演 幼梨
- 2002年：KBS《好想談戀愛（朝鲜语：내사랑 누굴까）》飾演 李河娜
- 2003年：KBS《黃色手帕》飾演 尹慈英
- 2003年：SBS《愛情萬歲（朝鲜语：애정만세）》飾演 李敏珠
- 2004年：MBC《想結婚的女子》飾演 陳順愛
- 2005年：KBS《玫瑰色人生》飾演 孟瑩怡
- 2006年：KBS《家有七公主》飾演 羅雪七
- 2008年：KBS《我的愛金枝玉葉》飾演 張仁好
- 2010年：KBS《戰友》飾演 李秀景
- 2012年：JTBC《妻子的資格》飾演 洪智善
- 2013年：SBS《結婚的女神》飾演 洪惠貞
- 2013年：KBS《王家一家人》飾演 王好璞
- 2015年：MBC《讓女人哭泣》飾演 崔洪蘭
- 2018年：JTBC《Sky Castle》飾演 李秀林
- 2023年：tvN《有利的欺詐》飾演 張敬子（特別出演）
- 2025年：KBS《華麗的日子》飾演

#### 中國
- 2002年：大陸央視八套《摩登家庭》飾演 朴燕姬
- 2011年：上海東方電影《帝錦》飾演 錦淵
- 2012年：北京拉风影视《鳳凰牡丹》飾演 韓瀛珠
- 2013年：湖南衛視《雲上的誘惑》飾演 舒琳
- 2018年：《往日情怀》飾演 三浦和子 (2012年拍攝)

### 電影
- 1998年：《给爸爸的一首歌》
- 2005年：《头师傅一体Ⅱ》（客串）
- 2007年：《隔著肩的戀人》
- 2014年：《My Boy》
- 2015年：《赤道》
- 2015年：《地獄奶奶》
- 2016年：《第二個二十》

## 外部連結
- 李泰蘭的Instagram帳戶 
- YouTube上的李泰蘭頻道